# Sopwell
Sopwell – dzielnica miasta St Albans, w Anglii, w Hertfordshire, w dystrykcie St. Albans. W 2011 roku dzielnica liczyła 7357 mieszkańców.